# Mers-les-Bains

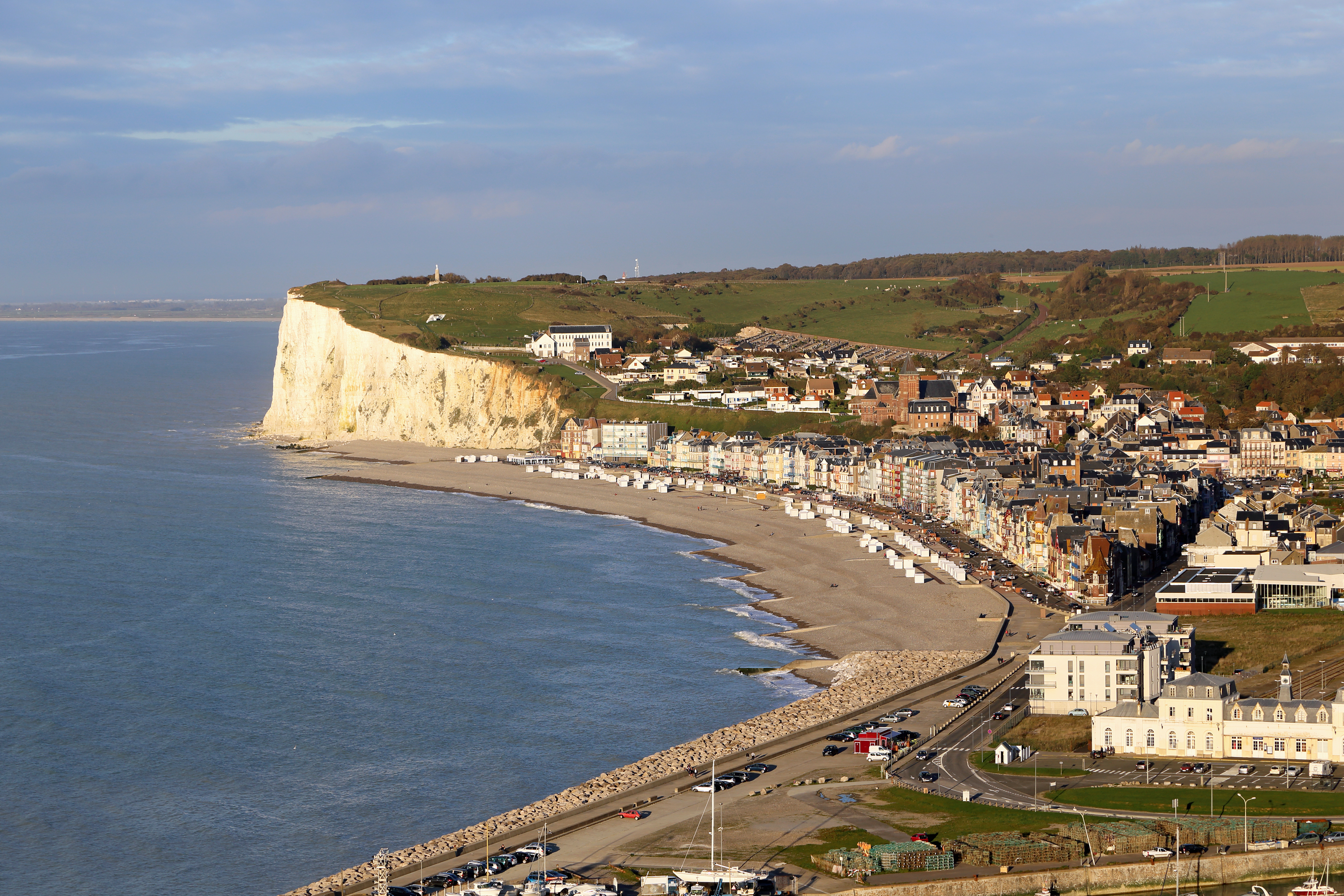
Algemeen gezicht van Mers-les-Bains

Mers-les-Bains is een gemeente in het Franse departement Somme (regio Hauts-de-France) en telt 3477 inwoners (2005). De plaats maakt deel uit van het arrondissement Abbeville.

## Geografie
De oppervlakte van Mers-les-Bains bedraagt 5,4 km², de bevolkingsdichtheid is 643,9 inwoners per km².

## Quartier-Balneair
Na de aanleg van de spoorweg aan het einde van de 19e eeuw, die Mers-Les-Bains verbindt met Parijs, neemt het exclusieve toerisme vanuit Parijs sterk toe. Langs de kust wordt de nieuwe wijk Quartier-Balneaire gerealiseerd die alle kenmerken van de belle epoque heeft. Rijke Parijzenaars en andere aristocraten laten hier hun tweede woning bouwen meestal in art nouveaustijl gekenmerkt door balkons uit hout of metaal en erkers in ronde vormen, kleurige gevels en uitbundige ornamenten. Ook de Nederlands-Franse architect Eduard Johan Niermans (1859-1928), (geboren in Enschede, in 1895 verkrijgt hij de Franse nationaliteit), heeft tussen 1899 en 1907 in de wijk meerdere huizen ontworpen en laten bouwen (bijv. la Villa Française, la Villa Parisienne, de twee-onder-een-kap-villa Jan et Helena en een rijtje van drie villa's la Villa Cyclamen, les Iris en les Phlox). De wijk telt nog zo'n 300 villa's uit die tijd en is in 1986 grotendeels aangewezen als site patrimonial remarquable (bijzonder erfgoed). Eind juli, begin augustus wordt hier het Fête des Baigneurs gevierd, met honderden mensen gekleed in de mode van de belle epoque, een stukje spoorlijn dat eindigt op de boulevard zoals dat vroeger het geval was.
De 10 belangrijkste architecten die in Mers-les-Bains werkzaam waren zijn Ernest Bertrand, Edouard Boef, Théophile Bourgeois, Jules Dupont, Joseph Frédéric Graf Martin, Georges Guyon, Edouard-Jean Niermans, Fernand Ratier, Pierre Sartoré en Albert en Maurice Turin.

Fête des Baigneurs
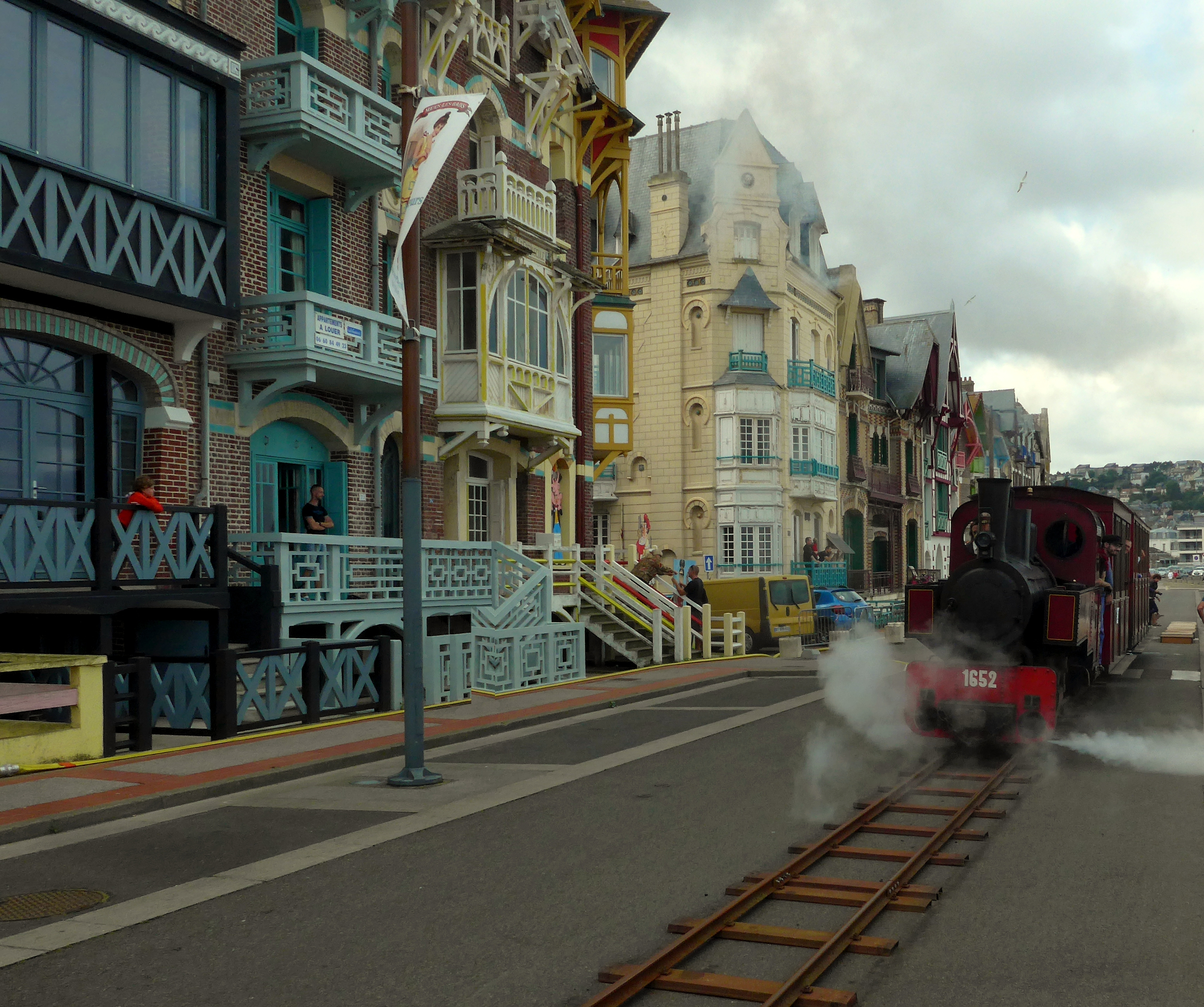
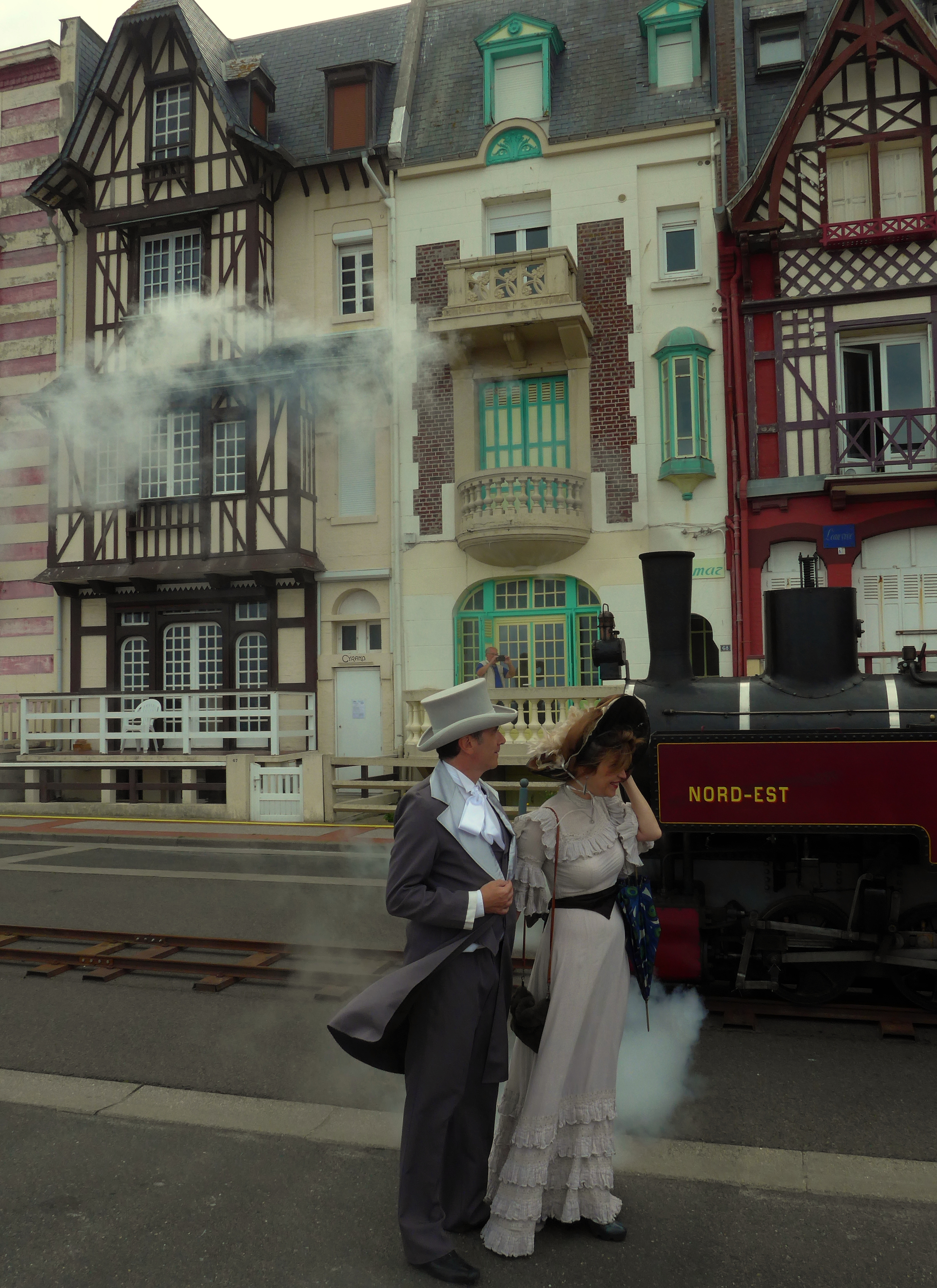
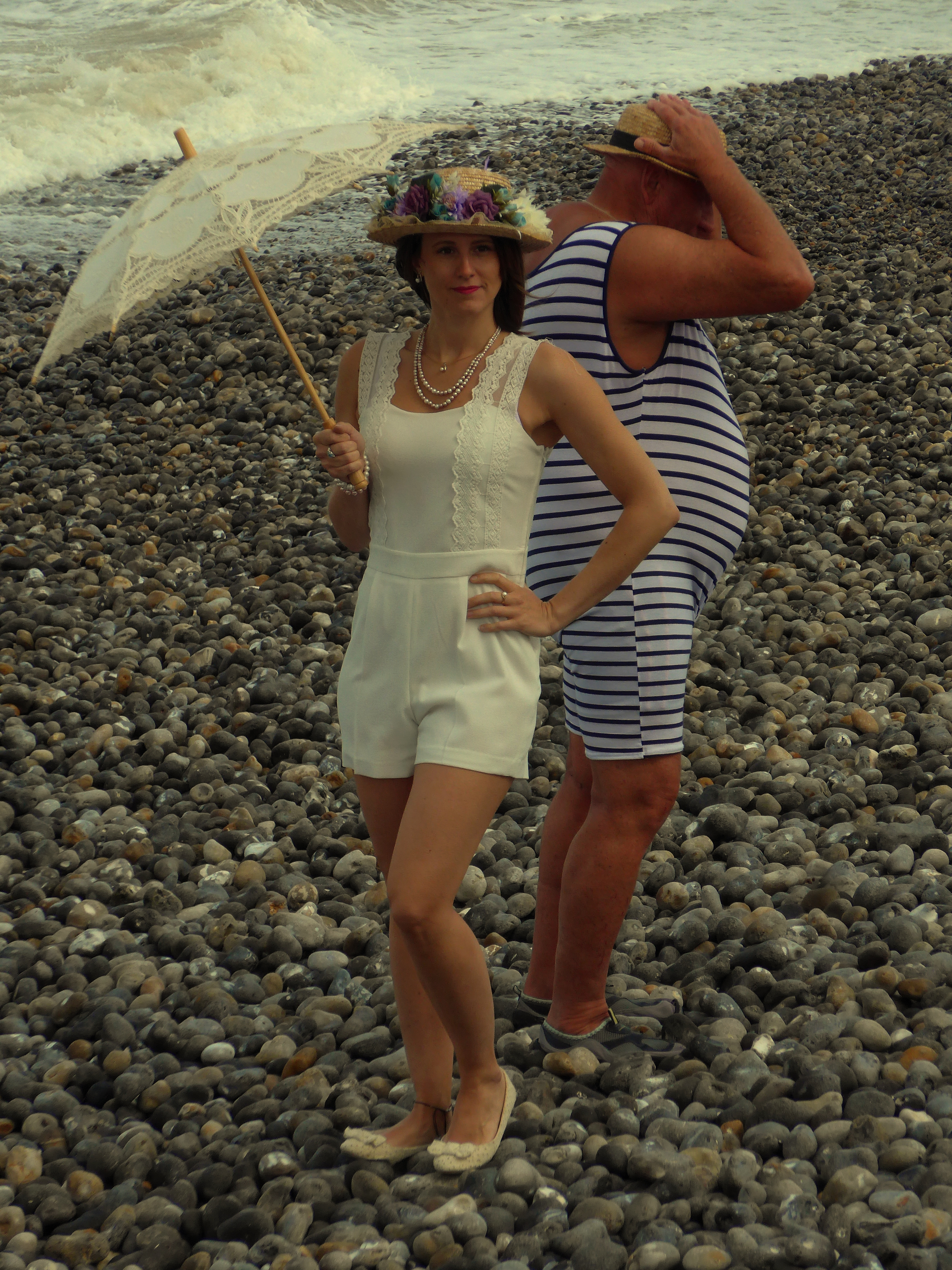
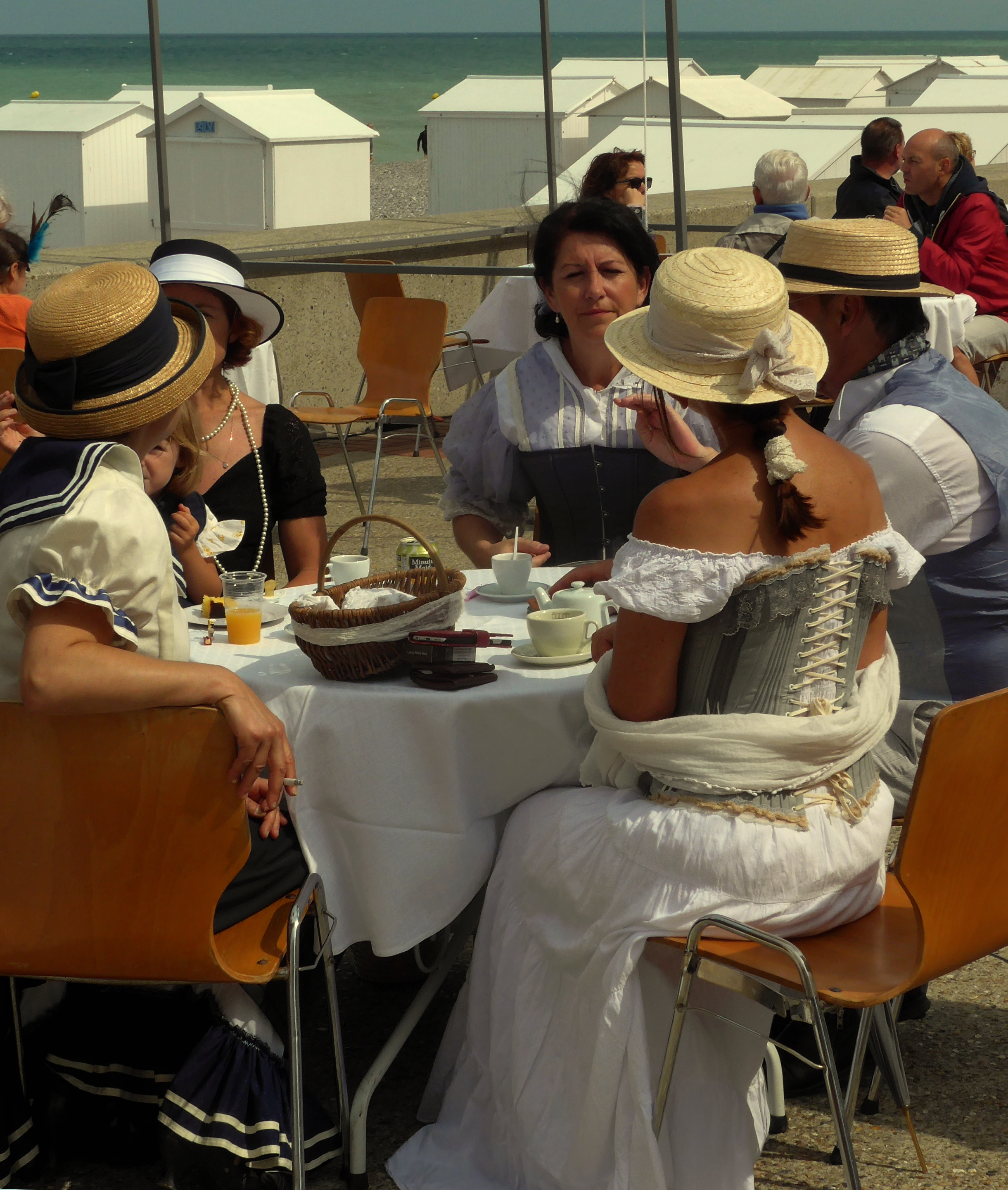

enkele villa's
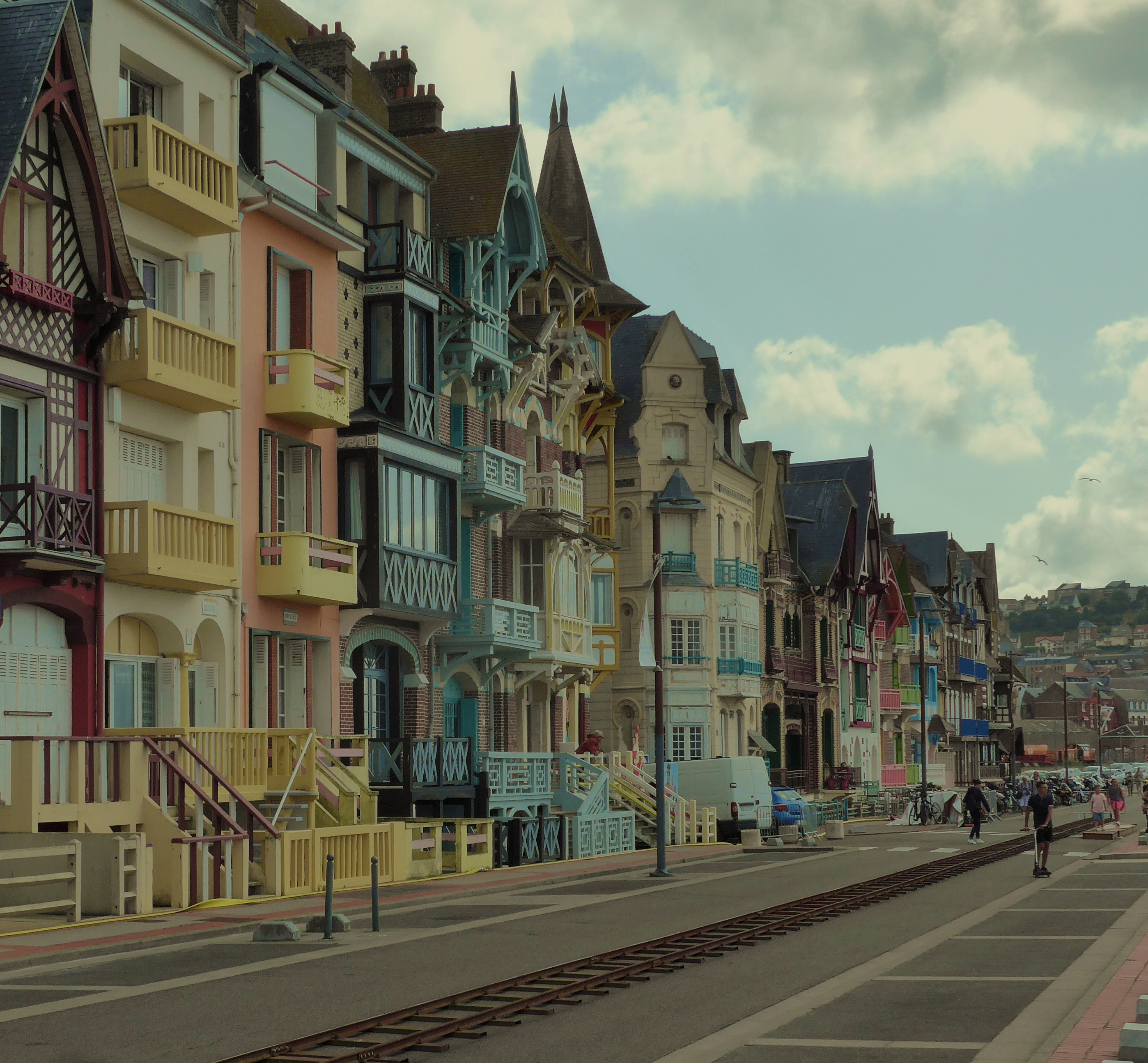
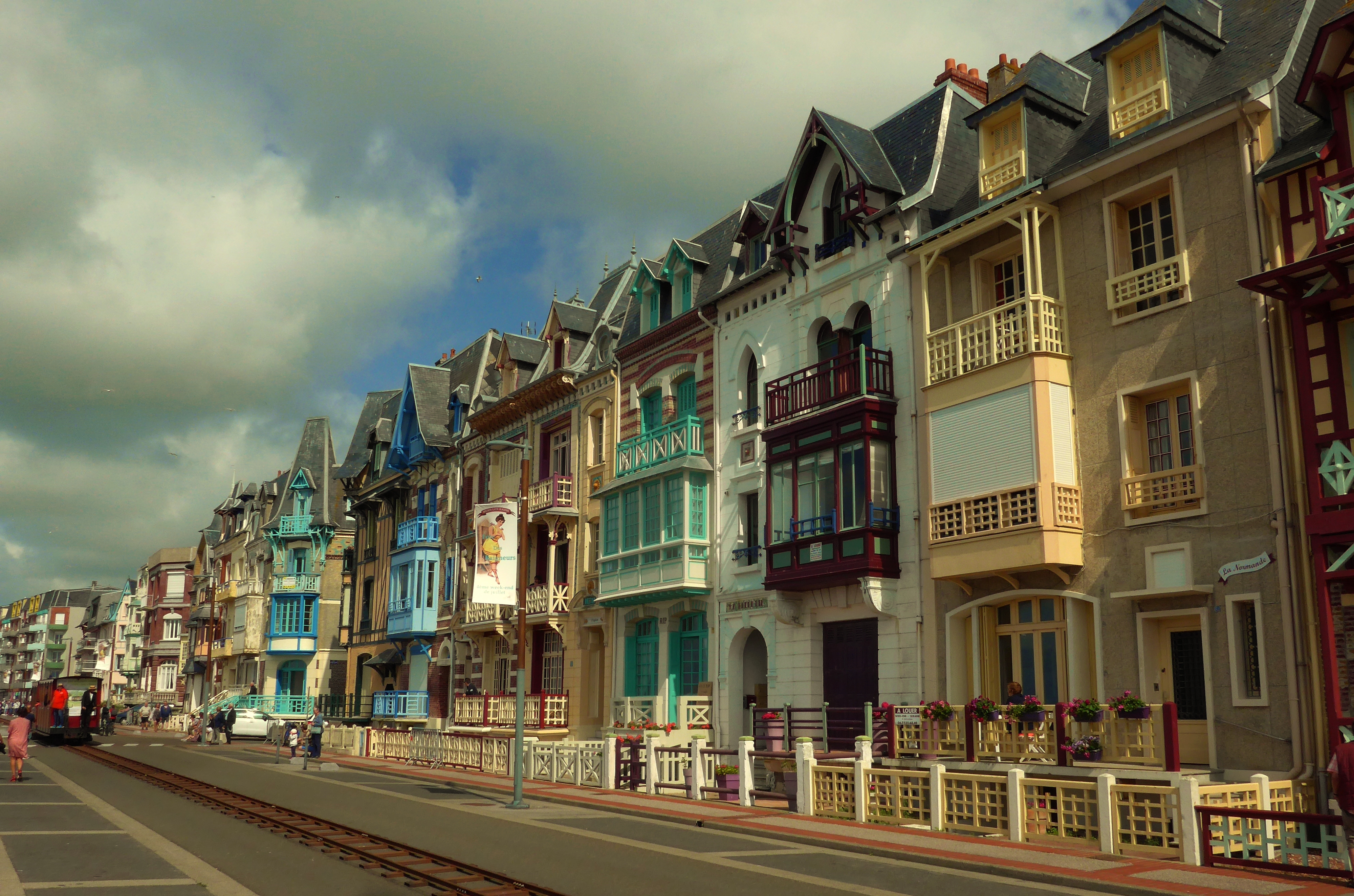
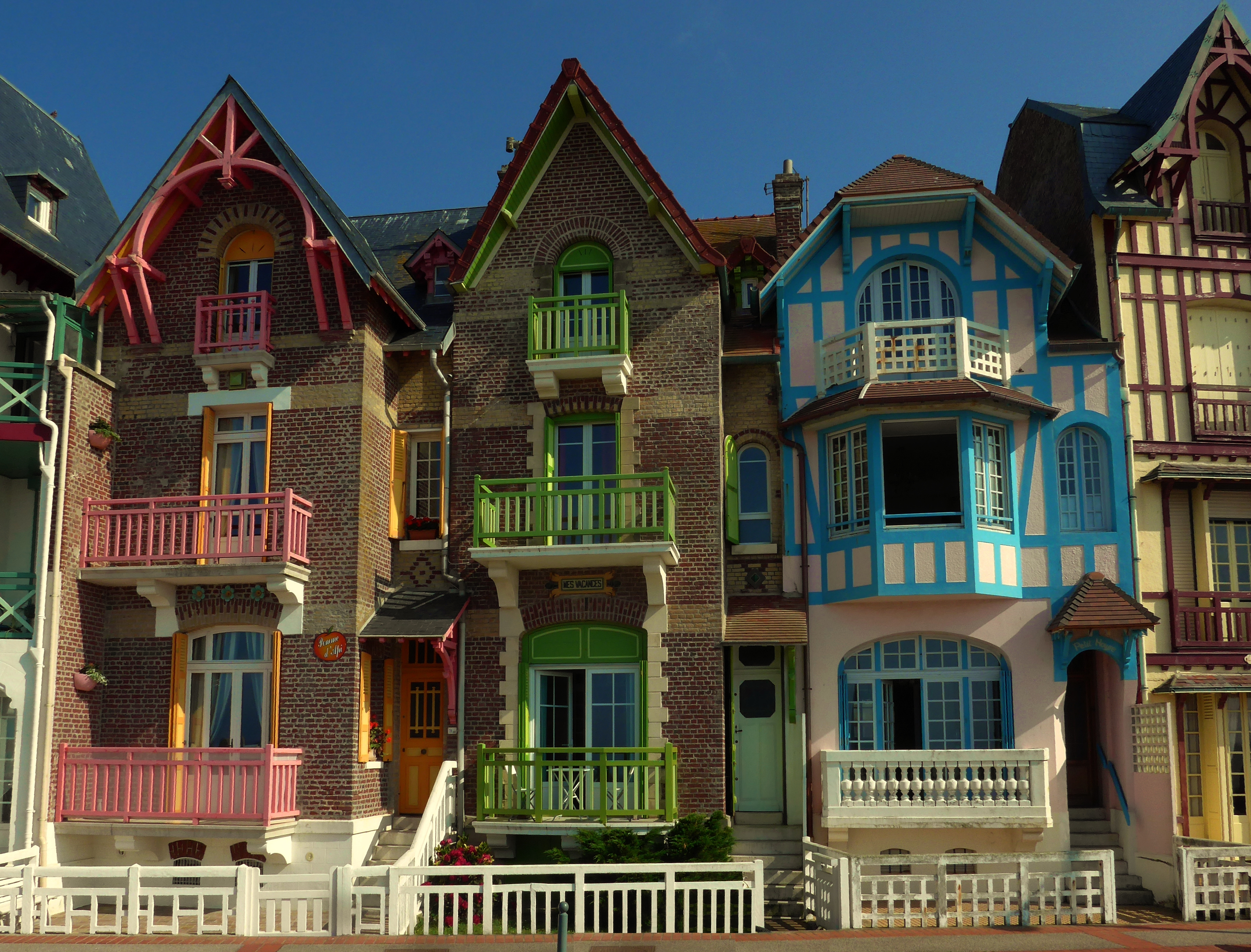
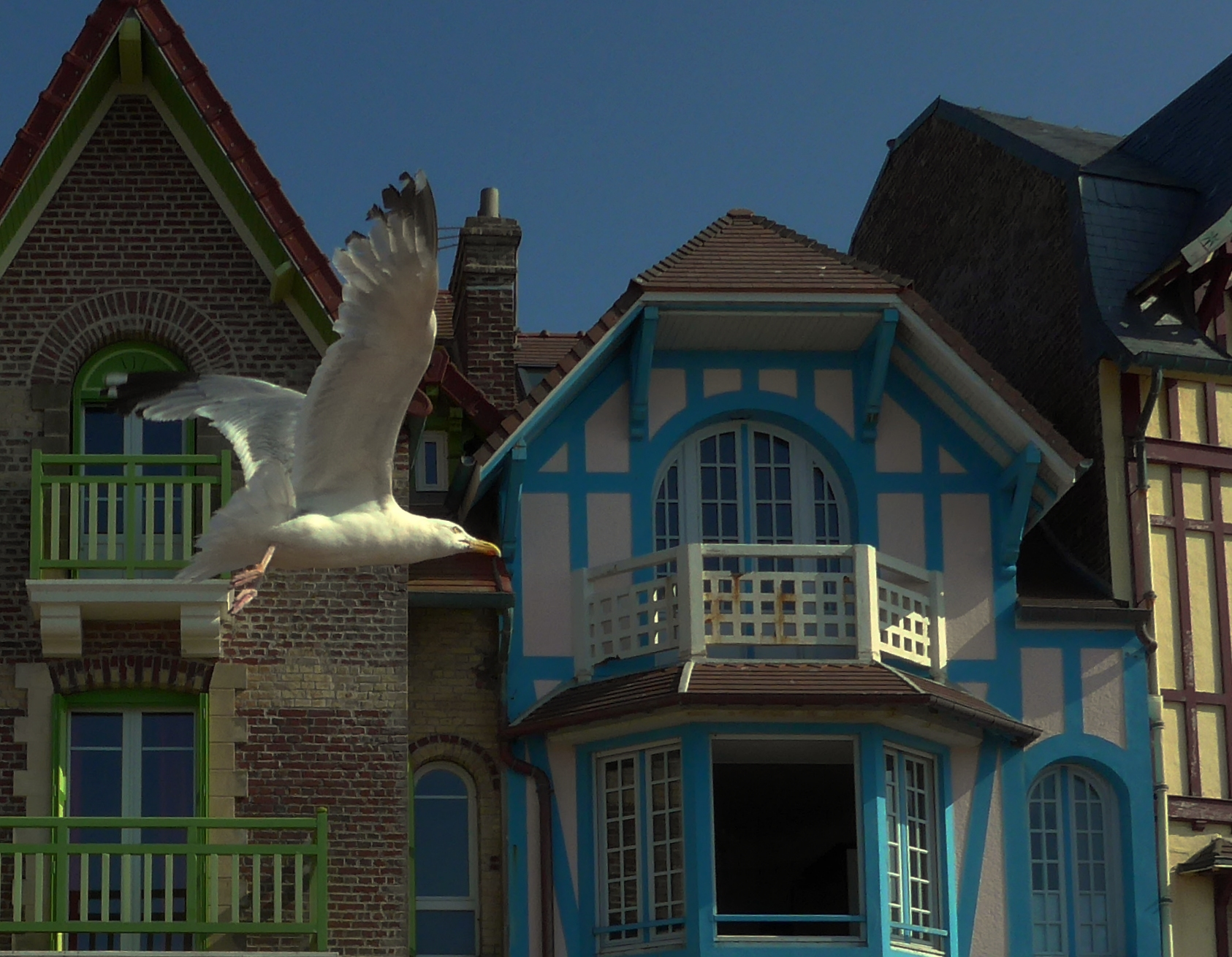
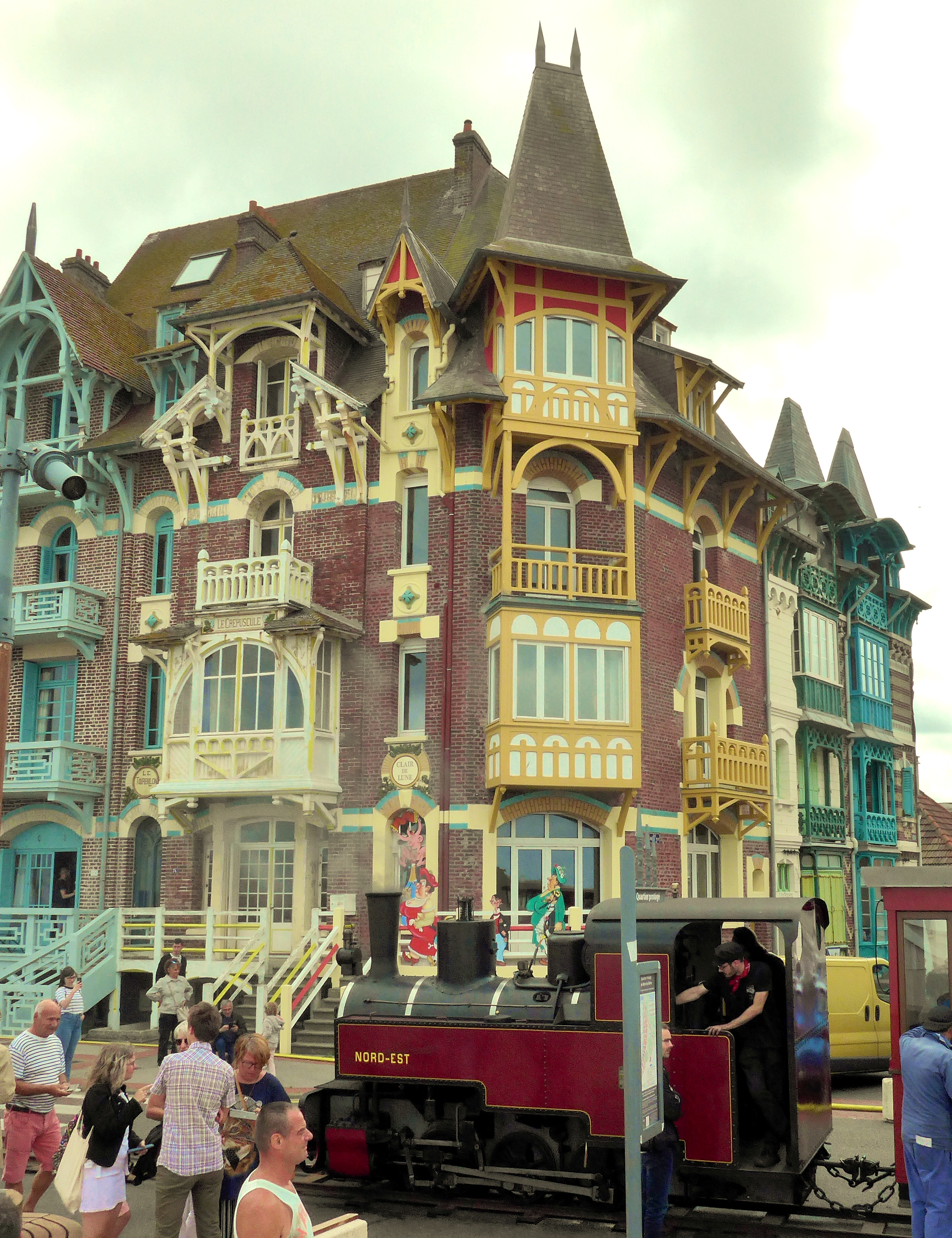
villa Claire de Lune

## Verkeer en vervoer
In de gemeente ligt spoorwegstation Tréport-Mers.
De onderstaande kaart toont de ligging van Mers-les-Bains met de belangrijkste infrastructuur en aangrenzende gemeenten.

## Demografie
Onderstaande figuur toont het verloop van het inwonertal (bron: INSEE-tellingen).

## Geboren in Mers-les-Bains
- Eugène Dabit (1898-1936), schrijver

## Externe links

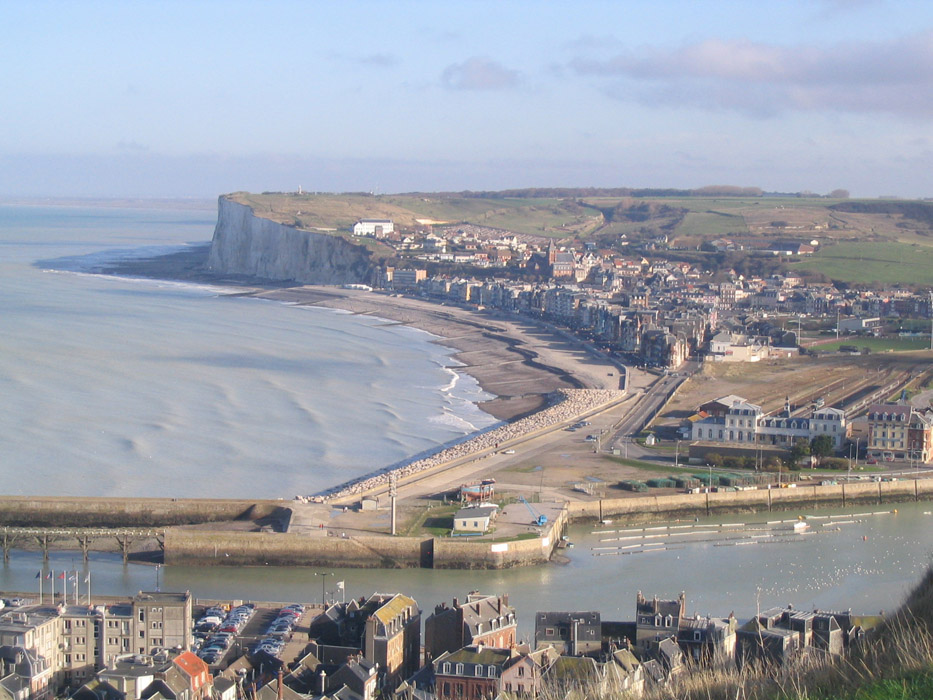
Mers-les-Bains

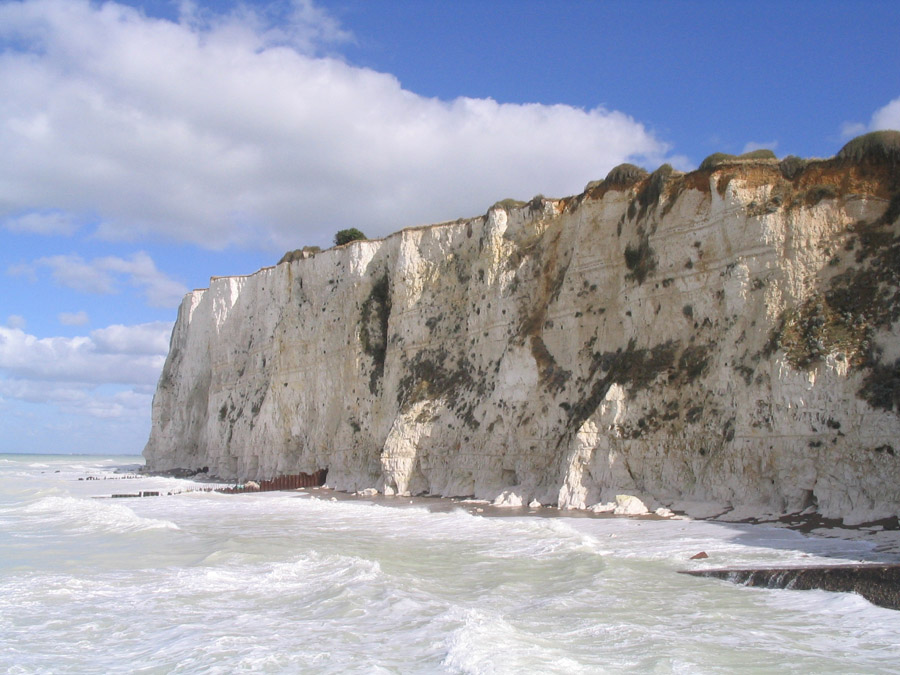
Krijtrotsen bij Mers-les-Bains